# 3. Fallschirmjäger-Division
3. Fallschirmjäger-Division foi uma unidade de paraquedistas da Luftwaffe que prestou serviço durante a Segunda Guerra Mundial.

## Comandantes
- Walter Barenthin, 13 de Setembro de 1943 - 14 de Fevereiro de 1944[2]
- Richard Schimpf, 17 de Fevereiro de 1944 - 20 de Agosto de 1944[2]
- Eugen Meindl, 20 de Agosto de 1944 - 22 de Agosto de 1944[2]
- Walter Wadehn, 22 de Agosto de 1944 - 5 de Janeiro de 1945[2]
- Richard Schimpf, 6 de Janeiro de 1945 - 1 de Março de 1945[2]
- Helmut von Hoffmann, 1 de Março de 1945 - 8 de Março de 1945[2]
- Karl-Heinz Becker, 8 de Março de 1945 - 8 de Abril de 1945[2]
- Hummel, 8 de Abril de 1945 - 16 de Abril de 1945[2]